# Decebalus
Decebalus (rumunsky Decebal, † 106) byl poslední dácký král, který vládl v letech 87 až 106.
Po smrti největšího dáckého krále Burebisty v roce 44 př. n. l. se Dácie rozpadla do čtyř nebo pěti menších států. Teprve o 100 let později se dáckému náčelníkovi jménem Diurpanes podařilo znovu sjednotit Dácii, jejímž hlavním městem ustavil Sarmisegetusu. Diurpanes reorganizoval armádu a v roce 85 se svými Dáky napadl a vydrancoval silně opevněnou pohraniční římskou provincii Moesii, nacházející se jižně od řeky Dunaje.
Dva roky poté vyslal císař Domitianus svého prefekta praetorio, Cornelia Fusca, se čtyřmi nebo pěti legiemi proti Dákům, kteří měli být potrestáni za svoji opovážlivost. Dvě římské legie byly však přepadeny ze zálohy a poraženy u Tapae (poblíž dnešního Temešváru). Samotný prefekt Fuscus v boji padl. Diurpanes nato přijal jméno Decebalus (což znamená „silný jako deset mužů“).
V roce 88 pronikla do Dácie jiná římská armáda, které velel Tettius Iulianus. Toto římské vojsko dosáhlo sice vítězství v bitvě u Tapae, avšak současně propuklo povstání Markomanů, jehož potlačení si vyžádalo značné vojenské síly. Římané byli v důsledku těchto nepříznivých okolností donuceni platit Dákům veliké sumy zlata a vykupovat si tak mír na dolním Dunaji. Tyto pro Řím pokořující podmínky odmítl dále snášet Traianus, jenž se stal římským císařem v roce 98. Již brzy po svém nástupu podnikl několik vojenských tažení, během nichž posunul hranice římské říše na jejich nejzazší mez.
V roce 101 byl Decebalus houževnatými Římany poražen v druhé bitvě u Tapae. Přesto si dokázal udržet trůn, nicméně musel strpět vojenskou přítomnost Římanů v zemi. O tři roky později Decebalus porazil a vyhnal římskou posádku z Dácie. Římané se však záhy vrátili s posilami.
Po úspěšném završení dlouhého obléhání Sarmisegetusy v roce 106 si Římané pod vedením Traiana podrobili celou Dácii. Když byla jeho armáda dlouhotrvajícími boji zdecimována a poražena, Decebalus, do poslední chvíle doufající v pomoc Germánů, se rozhodl předejít římskému zajetí tím, že si vlastní dýkou probodl hrdlo. Dácie se následně stala římskou provincií, přičemž zůstala v moci Římanů až do poloviny 3. století. Teprve za císaře Aureliana ustoupili Římané někdy po roce 270 pod tlakem Germánů zpět za Dunaj. Traianovo vítězství připomíná monument Tropaeum Traiani ve městě Adamclisi a Traianův sloup v Římě.